# Арді-Свєтлова Ольга Василівна
Ольга Василівна Арді́-Свєтло́ва (рос. Ольга Васильевна Арди-Светлова; нар. 1868, Таганрог — пом. 1947) — російська акторка театру.

## Біографія
Народилася у 1868 році у місті Таганрозі (нині Ростовська область, Росія). Упродовж 1886—1890 років (з перервою) працювала у трупі Георгія Деркача. Гастролювала в Таганрозі, Астрахані, Туркестані, на Кавказі. З 1892 року працювала в російських театрах у Казані, Новочеркаську, Вільно, Старій Руссі, Астрахані, Баку, Саратові, Нижньому Новгороді, Самарі, зокрема у 1897—1898 роках грала в театрі Олесанри Дюкової в Одесі та Харкові.
З 1918 року була режисером Саратовського драматичного театру, викладала в театральній студії при ньому. Після виходу на пенсію оселилася у Ленінградському Будинку ветеранів Всеросійського театрального товариства. Померла у 1947 році.

## Творчість
Виконала ролі:
- Дездемона («Отелло» Вільяма Шекспіра);
- Олена, Катерина («Одруження Бєлугіна», «Гроза» Олександра Островського);
- Жанна д'Арк («Орлеанська діва» Фрідріха Шиллера);
- Леонора («Честь» Германа Зудермана);
- Герцог Рейхштадтський («Орел» Едмона Ростана).

Співала також в українському хорі.
Написав театральні мемуари, опубліковані у 1937 році в збірнику «Російський провінційний театр».